# Nicolas Diot
Pour les articles homonymes, voir Diot.
Nicolas Diot, né le 4 janvier 1744 à Reims et mort en 1802 à Reims, est un prélat de l'église catholique romaine. Il a été évêque constitutionnel du département de la Marne de mars 1791 jusqu'en 1794.

## Biographie
Il est le fils de gens modestes, son père était tonnelier,. Il reçut une solide instruction, d'abord par un maître, puis à l'université de Reims.
Il devint prêtre en 1763.
Il fut d’abord curé de Saint-Brice,  chanoine de Saint-Symphorien de Reims, puis curé de Vendresse pendant deux ans, du 14 février 1789 au 15 mars 1791.  Le jour de la Fête de la Fédération, le 14 juillet 1790, il manifeste dans son prêche son enthousiasme pour la Révolution. Le 16 janvier 1791, il prête serment, sans état d'âme à la Constitution civile du clergé et fait publier le discours qu'il prononce à cette occasion, ce qui le fait remarquer au sein du clergé favorable aux changements politiques en cours.
Le 15 mars 1791, il est élu évêque constitutionnel de la Marne, et le reste jusqu'en 1794. Il prononce, le 6 novembre 1793, dans la cathédrale de Reims, un discours pour le mariage de son vicaire Drastier. « Il y disoit que l'Eglise n'a pu imposer le joug du célibat sans le concours de l'autorité civile, et il félicitoit Drastier de réunir les titres de prêtre et d'époux. ».
Contrairement à ce qu'avancent certains biographes, il n'est pas victime de l'échafaud révolutionnaire en 1794 ; il meurt à Reims en 1802, la veille même du jour où une lettre du ministre des cultes lui annonçait une pension annuelle de mille écus.

## Quelques écrits
- Discours de M. l'Abbé Diot, curé de Vendresse, nommé à l’Évêché du département de la Marne, prononcé en présence des Électeurs, le dix-neuf mars 1791.
- Lettre de Monsieur l'Abbé Diot, curé de Vendresse, nommé à l'évêché du département de la Marne, à M. l'Archevêque de Reims, 23 mars 1791
- Lettre pastorale de M. l'évêque métropolitain de la Marne, 1791
- Mandement de M. l'évêque métropolitain de la Marne, qui ordonne que le "Te Deum" sera chanté dans toutes les paroisses de son diocèse, pour remercier Dieu de ce que le roi a accepté la constitution française, 1791
- Instruction de l'évêque du département de la Marne, sur le jeûne l'abstinence du Carême, 1793